# Lithacodia blandula
Lithacodia blandula är en fjärilsart som beskrevs av Achille Guenée 1862. Lithacodia blandula ingår i släktet Lithacodia och familjen nattflyn. Inga underarter finns listade i Catalogue of Life.